# جان دي جوانفيل
چان سير دى چوانڤيل (بالفرنسية: Jean de Joinville)؛ (1 مايو 1225 - 24 ديسمبر 1317)، مؤرخ فرنسي مهم، اشترك في الحروب الصليبية وكان مع الملك لويس التاسع ملك فرنسا ومقرب إليه زمن الحملة الصليبية السابعة على مصر سنة 1249، ووصف المعارك اللى دارت وقتها ومنها معركة المنصورة. عارض قيام الملك لويس بالحملة الصليبية الثامنة التي أرسلها لويس إلى تونس لكي يعمل منها قاعدة لشن هجوم جديد على مصر بعد ما فشلت الحملة السابعة. فضلا عن تأريخه للحروب الصليبية أرخ أيضا عن حياة الملك لويس وفرنسا الإقطاعية في كتاب «تاريخ القديس لويس » (Histoire de Saint Louis) الذي يعتبر من أهم الكتب التأريخية.

## روابط خارجية
- جان دي جوانفيل على موقع الموسوعة البريطانية (الإنجليزية)